# 澤井信一郎
澤井 信一郎（さわい しんいちろう、1938年8月16日 - 2021年9月3日）は、日本の映画監督。

## 経歴
静岡県浜名郡雄踏町（現在の浜松市西区）出身。父は代用教員を経て呉服屋を経営。兄は四日市公害関係の記録人である沢井余志郎。
中学時代はハーモニカに熱中。静岡県立浜松北高等学校ではドイツ文学に熱中し、テオドル・シュトルムなどを読み耽り、その延長線上で東京外国語大学ドイツ語科に進学。学生運動に深入りし同大学社会主義学生同盟の主要メンバーとなるが、60年安保を機に運動から離れる。同大学卒業後、1961年東映入社。マキノ雅弘に師事した。
1981年、『野菊の墓』で映画監督デビュー。
1985年、『早春物語』で第26回日本映画監督協会新人賞を受賞した。
2021年9月3日午後7時5分､多臓器不全のため、東京都内の病院で死去。83歳没。死去公表時には妻が、「しばらく闘病生活を続けており、もう一度映画の現場に立つことを夢見ておりましたが、かなうことなく旅立ちました。澤井の監督した作品をもう一度ご覧いただき、しのんでいただくのが何よりの供養になることと思います。」とコメントを発表した。
2024年には「Wの悲劇」のロケ地となった調布市で資料展が開催された。

## フィルモグラフィー

### 映画

#### 監督
- 野菊の墓（1981年）
- Wの悲劇（1984年） - 兼脚本
- 早春物語（1985年）
- Apartment Fantasy めぞん一刻（1986年）
- 恋人たちの時刻（1987年）
- ラブ・ストーリーを君に（1988年）
- 福沢諭吉（1991年）
- わが愛の譜 滝廉太郎物語（1993年） - 兼脚本
- 日本一短い「母」への手紙（1995年） - 兼脚本
- 時雨の記（1998年） - 兼脚色
- 仔犬ダンの物語（2002年）
- 17才 〜旅立ちのふたり〜（2003年）
- 蒼き狼 〜地果て海尽きるまで〜（2007年）

#### 助監督
- 昭和残侠伝 死んで貰います（1970年）
- ポルノの帝王 失神トルコ風呂（1972年）
- 夜の歌謡シリーズ なみだ恋（1973年）
- 色魔狼（1973年）
- 0課の女 赤い手錠（ワッパ）（1974年）
- 従軍慰安婦（1974年）
- 華麗なる追跡（1975年）
- トラック野郎・爆走一番星（1975年） - 兼脚本
- トラック野郎・望郷一番星（1976年） - 兼脚本
- トラック野郎・一番星北へ帰る（1978年）
- 動乱（1980年）

#### 脚本
- ごろつき無宿（1971年）伊藤俊也と共同
- トラック野郎・御意見無用（1975年）鈴木則文と共同
- トラック野郎・度胸一番星（1977年）鈴木則文と共同
- 麻雀放浪記（1984年）和田誠と共同

#### その他
- わが映画人生 マキノ雅裕監督 (2002年) インタビュアー
- 映画を語る 東映大泉篇・II (2003年) 司会

### テレビドラマ
- 大激闘マッドポリス'80（1980年、日本テレビ） - 助監督
- Gメン'75 344話（1982年、TBSテレビ） - 脚本
- 月曜ワイド劇場「かりそめの妻」（1982年、テレビ朝日） - 監督・脚本
- 宇宙刑事シャイダー（1984年 - 1985年、テレビ朝日） - パイロット版監督
- 重甲ビーファイター（1995年 - 1996年、テレビ朝日） - パイロット版監督
- 将軍の隠密!影十八（1996年、テレビ朝日） - メイン監督
- 刑事追う! 第15話（1996年、テレビ東京） - 監督
- 女優X 伊澤蘭奢の生涯（1996年、TBS） - 監督
- 蒲生邸事件（1998年、NHK-BS9） - 監督

## 著書
- 澤井信一郎、鈴木一誌『映画の呼吸: 澤井信一郎の監督作法』ワイズ出版、2006年10月。ISBN 978-4-89830-202-6。

## 受賞歴
- 第39回毎日映画コンクール 脚本賞（『Wの悲劇』）[10]
- 第26回日本映画監督協会新人賞（『早春物語』）[6]
- 第9回日本アカデミー賞 最優秀監督賞（『Wの悲劇』、『早春物語』）[11]
- 第9回日本アカデミー賞 優秀脚本賞（『Wの悲劇』）[11]
- 第17回日本アカデミー賞 優秀監督賞（『わが愛の譜 滝廉太郎物語』）[12]
- 第17回日本アカデミー賞 優秀脚本賞（『わが愛の譜 滝廉太郎物語』）[12]
- 1993年、山路ふみ子文化財団特別賞を受賞。
- 2006年4月、紫綬褒章を受章[13]。